# Serinus
Pour le nom vernaculaire, voir Serin.
Genre
Serinus est un genre de passereaux de la famille des Fringillidae.

## Systématique

### Liste des espèces
D'après la classification de référence (version 3.3, 2013) du Congrès ornithologique international (ordre phylogénique) :
- Serinus pusillus – Serin à front d'or
- Serinus serinus – Serin cini
- Serinus syriacus – Serin syriaque
- Serinus canaria – Serin des Canaries
- Serinus canicollis – Serin du Cap
- Serinus flavivertex – Serin à calotte jaune
- Serinus nigriceps – Serin à tête noire
- Serinus alario – Serin alario

Une grande partie des espèces de ce genre ont été transférées dans les genres Crithagra, Spinus et Chrysocorythus.